# Guerra del Yaqui

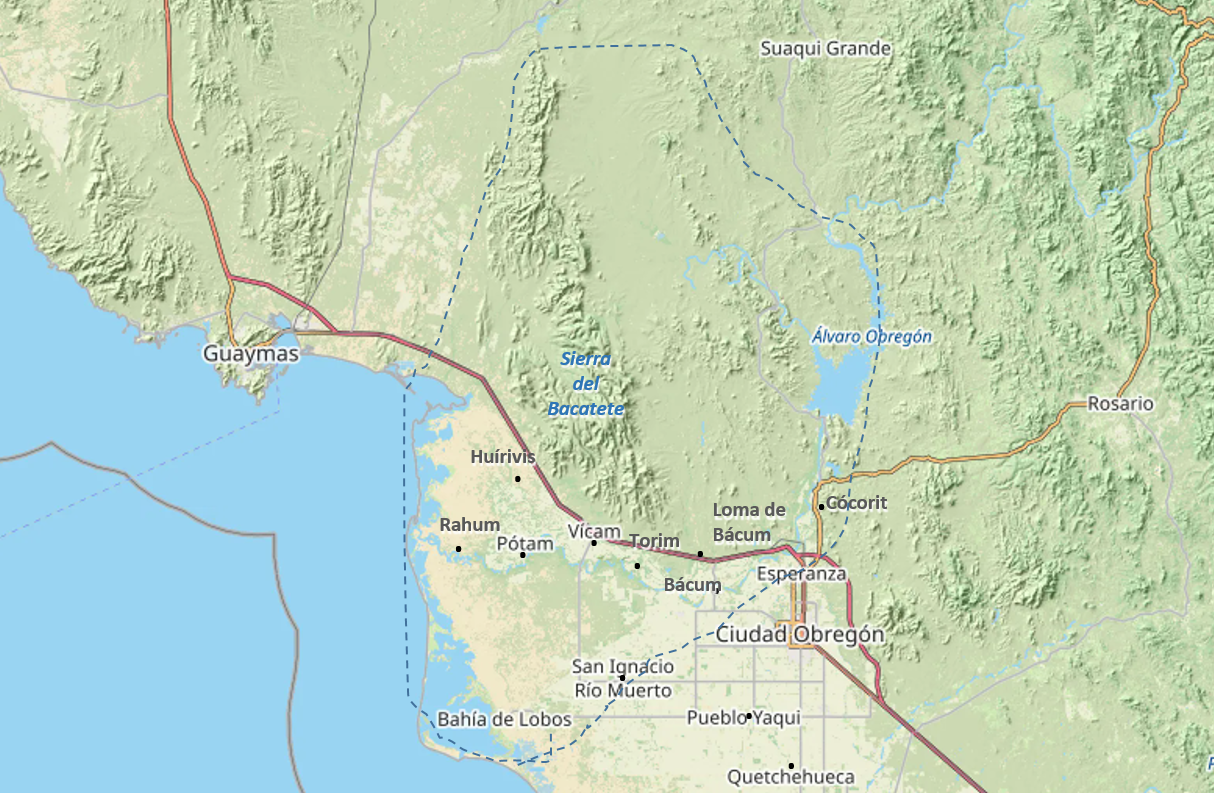
Nación Yaqui

La guerra del Yaqui fue el enfrentamiento armado entre el gobierno mexicano y el pueblo yaqui de Sonora entre las décadas de 1870 y 1880. Los gobiernos emergidos de la Constitución de 1857 habiendo impulsado la Ley de Desamortización de las Fincas Rústicas y Urbanas de las Corporaciones Civiles y Religiosas de México, también llamada Ley Lerdo, desconocían la posesión comunal de los pueblos en pos de colonizar los amplios terrenos que se consideraban «improductivos». 
Si bien los yaquis han tenido una historia de relaciones turbulentas con las autoridades gubernamentales, fue tras la guerra de Intervención Francesa, en la que los yaquis participaron del lado imperial en que los gobiernos federales de Benito Juárez, Sebastián Lerdo de Tejada, Porfirio Díaz y Manuel González comienzan a hacer de la pacificación del Valle del Yaqui  objeto de abierto etnocidio.
La guerra del Yaqui es uno de los conflictos armados más largos de la historia de México. Los yaquis se enfrentaron a las fuerzas armadas del gobierno federal, del estado de Sonora y a las guardias blancas de los terratenientes. Después de la Batalla de Mazocoba en 1900, en la que murieron alrededor de 400 combatientes yaquis y fueron capturados otros 800 hombres, mujeres y niños prisioneros, se definió la derrota yaqui. A partir de este momento comenzó la deportación de yaquis a Yucatán para someterlos a trabajos forzados en las haciendas henequeneras. Otros pueblos indígenas, como los pimas, ópatas y mayos también padecieron deportaciones al ser confundidos con los yaquis. Las deportaciones continuaron hasta 1908. En esa época los yaquis fueron esclavizados.

## España
En 1533, el explorador español Diego Guzmán y sus hombres llegaron al río Yaqui donde el pueblo yaqui marcó una raya en el suelo, con el fin de que los españoles supieran que estos no tenían que cruzar por sus tierras. El encuentro es descrito así por los narradores: el jefe español hace saber que viene bajo el signo de la paz. Los yaquis responden que están determinados a matar a todos los invasores; liberan enseguida al guía capturado la víspera y uno de los indios, que llevaba ropas “bordadas de perlas finas que representaban venados y pájaros”, se aproxima a Guzmán. Se detuvo frente a él, hizo sobre el suelo un trazo con el extremo de su arco, lo besó y, levantándose, amenazó al español: “si pisas esta raya o la cruzas, mueren todos ustedes”. Por medio de un intérprete, el comandante español le respondió que volviesen a sus casas y les dieran provisiones. El yaqui dijo que así lo haría, siempre y cuando se dejaran amarrar ellos y los caballos, y ya traían los indios las cuerdas para tal efecto cuando Guzmán ordenó disparar su artillería, misma que lograron resistir los yaquis, obligando la retirada de Guzmán a Nueva Galicia.
- En 1565, Francisco de Ibarra intentó a negociar una salida pacífica con el pueblo yaqui.
- Para el año 1600, no existía ninguna población española más allá del presidio de Sinaloa. Ante el comienzo de una sublevación contra los españoles por los Zuaques Juan Lautaro y Babilomo, el capitán Diego Martínez de Hurdaide comenzó una campaña con el fin de conquistar y pacificar a los pueblos yaqui y mayo. Los zuaques se refugiaron en territorio yaqui por lo que Hurdaide exigió la entrega de los rebeldes, recibiendo amenazas de guerra por parte de los pueblos indígenas.

- En 1608, Hurdaide volvió a entrar por segunda vez al mando de 40 jinetes y 2,000 aliados indígenas en territorio yaqui, quienes entablaron batalla en las cercanías en el río Yaqui. Luego de todo un día de enfrentamientos, Hurdaide fue obligado a retirarse con sus muchos heridos.
- En 1609, Hurdaide intentó crear la tercera ofensiva comandando 50 soldados y 4,000 aliados indígenas, a pesar de ello el contraataque yaqui obligó a las fuerzas españolas a mantenerse a la defensiva, resistiendo las acometidas yaquis. Las fuerzas españolas, mermadas a causa de los muertos, heridos y la deserción de los indígenas aliados, se refugiaron en una loma. cuando ya nada más quedaban 22 hombres al mando de Hurdaide. Las fuerzas yaquis, cercaron la loma,  y prendieron fuego al pasto que se encontraba a su alrededor. El capitán español logró escapar con su caballo al caer la noche.
- En 1615, Hurdaide logró negociar la paz entre el gobierno novohispano y los jefes yaquis, mismos que aceptaron entregar a los prófugos Lautaro y Babilomo.
- En 1617, y por iniciativa de los propios yaquis, llegaron los padres jesuitas Andrés Pérez de Ribas (español) y Tomás Basilio (italiano), escoltados solo por cuatro indios zuaques del río Fuerte, que les servían de asistentes. Los yaquis recibieron bien a estos misioneros que llegaron sin escolta militar y que, por eso mismo, se diferenciaban notablemente de los conquistadores.

Este recibimiento, aunque bueno, ni fue entusiasta ni concernía a la totalidad de la etnia. Los misioneros fueron bien aceptados en las rancherías situadas río arriba, no obstante el temor que las mujeres experimentaban ante el bautizo de sus hijos.
- Tras la llegada de los jesuitas se vivió en un proceso de relativa paz durante más de cien años rota ocasionalmente por problemas menores. Estos misioneros para poder enseñarles más fácilmente los congregan en ocho pueblos: Cócorit (Chiltepines), Bácum (lagunas), Vícam (puntas de flecha), Pótam (topos), Tórim (ratas), Huiribis (un tipo de pájaro), Ráhum (remansos) y Belem (Belén). El hecho de no haber sido derrotados en batalla y su voluntaria evangelización les permitió ser de las pocas etnias indígenas que no sufrieron el sistema de encomienda.
- En 1740, Juan Calixto sublevó de nuevo al pueblo yaqui, por lo que Manuel Bernal de Huidobro, quien era jefe novohispano, intentó una campaña en su contra, pero solo consiguió ser derrotado. Es entonces cuando Agustín de Vildósola reunió a los soldados españoles y logró victorias en Tecoripa, cerro del Tambor y Otancahui (que en cahita significa Cerro de los Huesos por la cantidad de muertos en la batalla). Con la firma de la paz, los yaquis pudieron conservar su autonomía, sus tierras y sus armas. Sin embargo en 1743 Vildósola  sustituyó en el mando a Huidobro, con lo que aprehendió a los jefes yaqui y mayo Juan Ignacio Muni, Esteban, Juan Calixto, mandándolos fusilar en el presidio de San Carlos de Buenavista. La rebelión de 1740 es la primera en la que se mezclan aspiraciones territoriales y políticas indígenas pero sin salirse peligrosamente de la dinámica de Nueva España, de este modo en cartas conservadas del líder yaqui se observa una hábil diplomacia en la que divide a los españoles entre malos y buenos, corruptos y honestos, prometiendo hacerle la guerra solo a los primeros al mismo tiempo que ensalzaba al rey a la distancia y se queja solo de las autoridades españolas locales. Esta rebelión sería similar a lo que sucedería ya en el México independiente.
- En 1767, son expulsados los jesuitas de América. Los jesuitas habían sido  durante largo tiempo aliados e intercesores de los yaquis ante la monarquía hispánica, a pesar de que en los últimos años habían surgido serios problemas que provocaron la rebelión yaqui de 1740. Aunque se quedaron solos, a partir de esta fecha y hasta 1825 la etnia viviría un periodo de gran paz. La guerra de independencia de México no afectaría al territorio yaqui, quienes tampoco se involucraron a favor de ningún bando.

## México Independiente

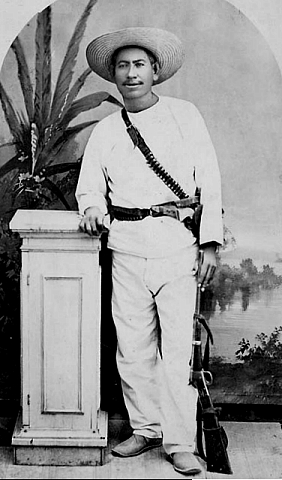
Cajeme, jefe yaqui.

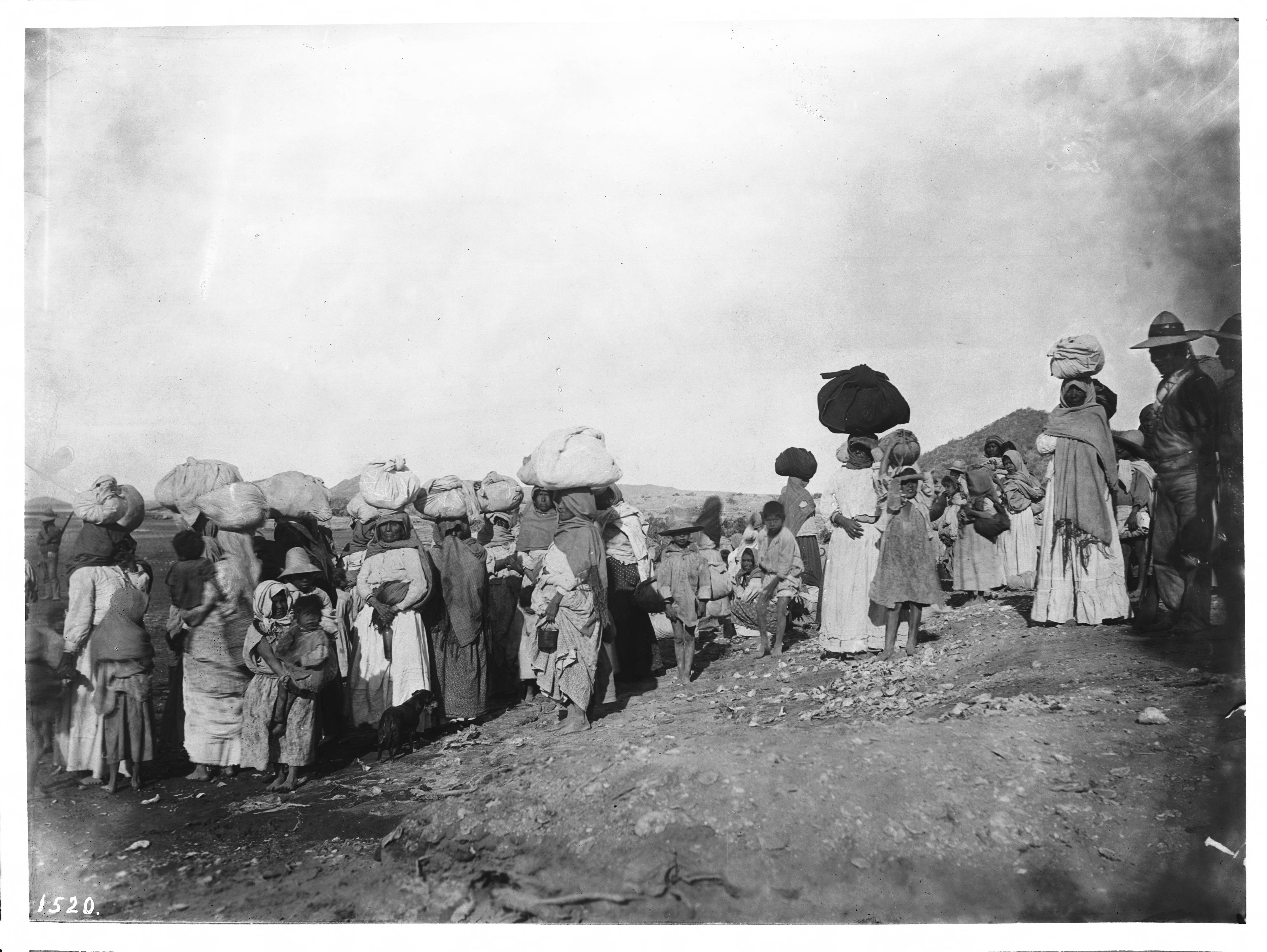
Grupo yaqui, deportado por soldados mexicanos.

En 1825, luego de la Independencia de México, el jefe yaqui Juan Banderas proclamó la unión de los pueblos del noroeste en un solo gobierno y el exterminio de los yoris, como eran llamados los colonos españoles o mexicanos. A la rebelión se adhirieron los caciques ópatas Virgen y Dolores Gutiérrez, misma que fue instigada por misioneros desafectos con el sistema federal establecido en el México independiente. La rebelión impidió que los estados de Sonora y Sinaloa promulgaran sus respectivas constituciones locales. En 1829, Juan Banderas vuelve a levantarse en armas por ciertas diferencias con José María Madrid, con quien disputó el mando de su pueblo. Con el inicio de la nueva insurrección, la asamblea legislativa del estado se trasladó a Cosalá en busca de seguridad. Juan Banderas logró ejercer una gran influencia sobre los indígenas, promoviendo la unión de los pueblos con la promesa de reintegrarles sus tierras y concibiendo la idea de coronarse rey y enfrentarse a los blancos. Las sublevaciones de Juan Banderas enseñaron al pueblo yaqui a manejar las armas de fuego. En 1831, con la separación de Sonora y Sinaloa en dos diferentes entes federativas, el Congreso de la Unión concedió el indulto a los sublevados yaquis de 1825 y 1829, ofreciéndoles el autogobierno y como autoridad a Juan Banderas. Éste recibió el grado de General de la Nación pagado por el erario. En 1832, Juan Banderas volvió a sublevarse, por tercera vez, en alianza con los ópatas. El gobernador de Sonora Manuel Escalante y Arvizu salió a batirlo, sitiándolo en Torín. Al cabo de varios enfrentamientos, Escalante derrotó a los guerrilleros yaquis en Soyopa. Con la derrota yaqui, los caciques Juan Banderas y Dolores Gutiérrez fueron fusilados en 1833. En 1838 el general indígena Juan Ignacio Jusacamea, apoyó al gobierno mexicano, rompiendo la unidad yaqui y reprimiendo cualquier alzamiento. Además, algunas facciones políticas de Sonora lograron convertir a algunos grupos indígenas en sus seguidores. Finalmente, con la represión del gobierno mexicano del general Juan Urrea fueron replegados los últimos bandos en rebelión.

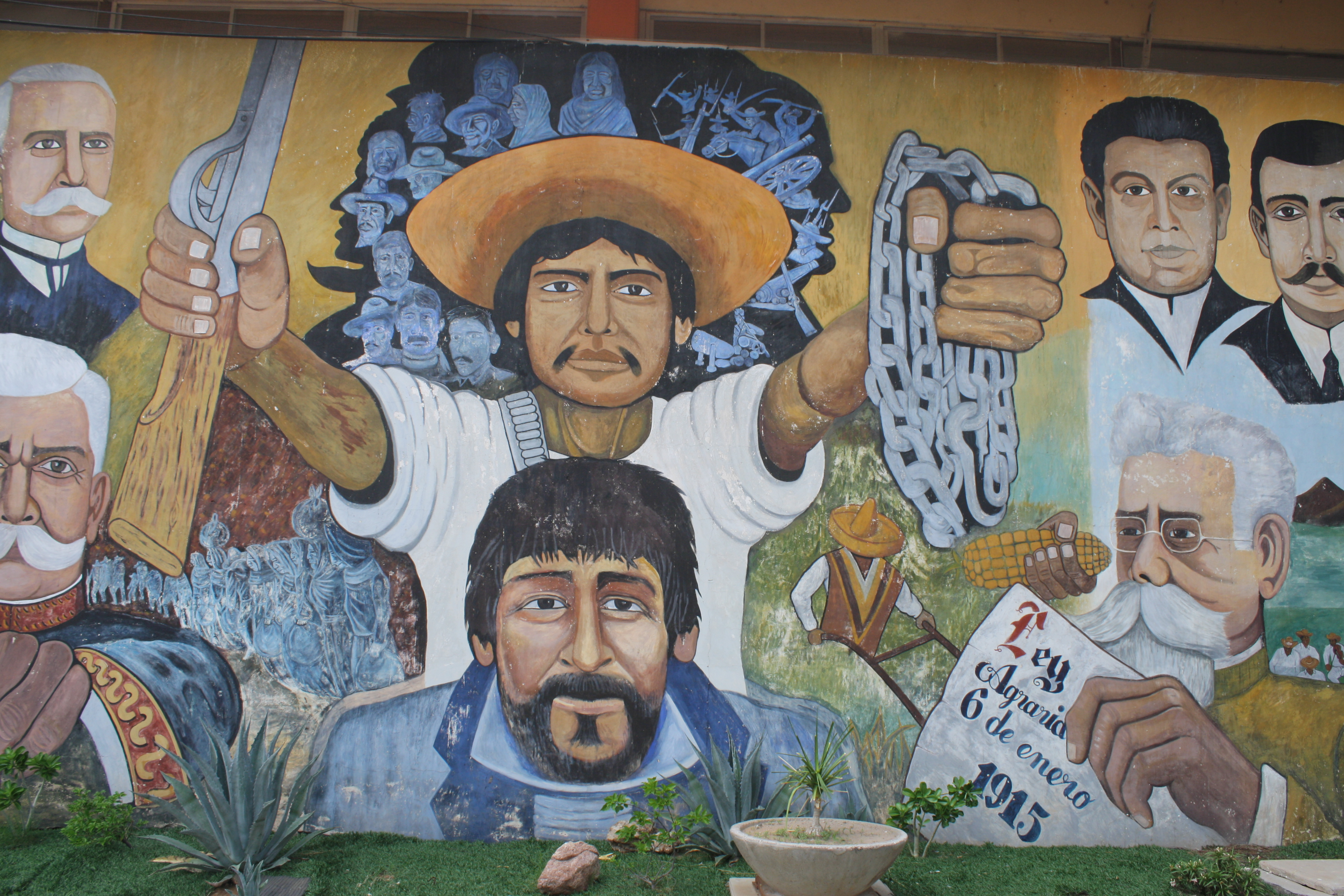
Detalle del mural Problemas de guerra entre yaquis y yoris, ITH, Hermosillo.

En 1865, José María Tranquilino, quien fuera prefecto imperial de Álamos, logró que un gran número de yaquis se agregarán a las fuerzas imperiales. En Álamos, Antonio Rosales fue vencido y muerto en combate contra los yaquis, a pesar de aquella gran victoria, el general Ángel Martínez recuperó la población y derrotó a los indígenas en Cahinaui, decretando el indulto a todos los insurrectos de El Fuerte y Sinaloa. En 1867 los yaquis vuelven al combate; la campaña en su contra, fue comandada dirigida por el coronel Próspero Bustamante. El 18 de febrero de 1868, se llevó a cabo la matanza de Bácum, en la que se aplicó la ley fuga, con el fin de liquidar a los indígenas, con Próspero Bustamante al frente, autorizado por el gobernador Ignacio Pesqueira. En 1875, mientras el estado de Sonora se debatía en una guerra civil provocada por la imposición del coronel José J. Pesqueira como gobernador, José María Leyva (Cajeme), quien era capitán general de los ríos Yaqui y Mayo, se levantó en armas, fusilando a los desafectos a su insurrección, con el fin de reintegrar la unidad de sus pueblos. Expulsó a los blancos de Cócorit y Santa Cruz, reduciendo las poblaciones a cenizas. Atacó La Mesita de Guajari, en la sierra del Bacatete, manteniendo a las poblaciones en constante amago. Con ello, el pueblo Yaqui y los mayos no volvieron a hostilizar lugares fuera de su dominio, aunque se mantuvieron independientes, sin reconocer otra autoridad que la de su propio cacique. En 1882, y siendo gobernador Carlos R. Ortiz, él mismo tuvo interés en adquirir mayores terrenos para hacienda en Navojoa, por lo que en octubre, su hermano, Agustín Ortiz, con 300 soldados de Navojoa, partió a enfrentar a las fuerzas de Cajeme, que había acudido en auxilio de los Mayos en la Batalla de Capetamaya.
En 1885 Loreto Molina, junto a un grupo de indígenas, asaltó la casa de Cajeme en Los Guamúchiles, atropellando a su familia, incendiando la finca y aprehendiendo a varios de sus generales. Como respuesta, las fuerzas de Cajeme secuestraron e incendiaron 22 lanchas en el río y asaltaron los ranchos aledaños para abastecerse de granos y ganado para la guerra. El gobierno federal y estatal emprendieron una campaña formal contra los yaquis, reuniendo 2,200 soldados en dos columnas, una al mando del general José Guillermo Carbó, jefe de la zona militar, y otra al mando del general Bonifacio Topete. Guillermo Carbó llegó hasta El Médano, y Topete a Torin. En el Añil, cerca de Vicam se encontró Topete con un foso que rodeaba el lugar, con empalizadas y parapetos. A pesar de su ataque con la artillería y con la infantería, Topete es rechazado. Cajeme, que por primera vez había usado la guerra defensiva en puntos fortificados, acentúa su prestigio, mandó fortificar otras poblaciones, dando instrucciones a sus hombres de batirse sólo detrás de las trincheras. Al arreciar el calor en la zona y aproximarse las lluvias, las fuerzas del gobierno abandonaron la zona.
En 1886, Marcos Carrillo Herrera, con 1,200 soldados, atacó el Añil y, al cabo de una feroz batalla, logró desalojar a las fuerzas indígenas. Ángel Martínez con 1,500 hombres, a su vez, derrotó a los mayos. Las fuerzas de Cajeme se concentran en Buatachive, en la sierra del Bacatete. Dentro de una cordillera se formó un punto de apoyo yaqui, a espaldas del campamento, a los lados y al frente, varios cerros unidos por cercas de piedra constituyeron un exitoso sistema de trincheras, dejando inscrito un recinto donde se concentraban 4 mil levantados. El problema comenzó cuando los víveres yaquis comenzaron a escasear, extendiéndose una grave epidemia de viruela. Martínez concentró sus fuerzas para terminar la campaña con un golpe decisivo. 300 soldados al mando del coronel Lorenzo Torres rodearon el fuerte y se batieron contra los yaquis. Éstos se defendieron, pero al fin de cuentas pocos escaparon hacia lo profundo de la sierra, dejando 200 muertos y unas 2,000 personas entre ancianos, niños y enfermos, dando por concluida la campaña de Martínez. Los pueblos de Huíribis, Pótam, Bacum, Cócorit fueron amnistiados, dándole a su gente ropas y víveres. Sin embargo, pocos entregaron las armas y Cajeme no se había sometido. Este reapareció al frente de l500 soldados que se dirigieron a El Médano, con el fin de atacar el destacamento y hacerse de pertrechos y provisiones. Lorenzo Torres se vio obligado a detener su marcha, sin embargo, tuvo un saldo de 62 muertos. Los yaquis se vieron imposibilitados a hacer la guerra en puntos fortificados, por lo que volvieron a esconderse en la sierra, sistemáticamente siendo perseguidos y diezmados. Cajeme le envió una nota al general Juan Hernández diciendo:

"Desde luego nos someteremos todos a la obediencia del gobierno, bajo la condición de que dentro de 15 días se retiren todas sus fuerzas que están en el río Yaqui para Guaymas y Hermosillo, de no hacerlo así, pueden ustedes obrar de manera que les convenga; yo, en unión de mi nación, estoy dispuesto a hacer hasta la última defensa."

La respuesta del gobierno fue acentuar la persecución, llegando inclusive a las islas de Seari, el Piano y Lobos. En 1887, habiendo agotado todos sus recursos de combate, Cajeme se refugió en casa de un amigo suyo en Guaymas. Luego de dos meses alguien lo delató, por lo que Cajeme fue aprehendido y, en Cócorit, es pasado por las armas. Anastasio Cuca, quien fuera segundo de Cajeme, también fue fusilado, sometiéndose con ello a las autoridades un total de 1 683 mayos y 3 984 yaquis.
Los yaquis, aparentemente en paz, ya que volvieron a labrar en las haciendas y ranchos de los estados, volvieron a arrasar Cócorit, luego de que el general Martínez evacuara las tropas mexicanas del Territorio Yaqui. Los yaquis compraron armas y emplearon tácticas guerrilleras, evitando encuentros frontales, disparando desde los bosques, matorrales y cerros por la noche y en pequeños grupos. Es entonces que se da el nombramiento de gobernador y vicegobernador de Sonora a Lorenzo Torres y a Ramón Corral, declarando el general Julio M. Cervantes, de nueva cuenta un armisticio. En 1890, el general Marcos Carrillo volvió a iniciar la persecución yaqui en la sierra, refugiándose muchos de estos en Ures y Hermosillo. Los alzados, cuyo sector beligerante apenas llegaba a los 400 hombres, combatieron con dureza, a pesar de que cada vez se iba poblando más y más el valle de "yoris" protegidos por el ejército Mexicano. En 1896, el coronel Francisco Peinado, entró en contacto con Tetabiate, valiéndose de un joven indígena llamado Juan Buitimea. Gracias a la autorización del gobierno, Peinado envió diversos víveres a los indígenas, además de respetar sus tierras e intereses. En 1897, se reunieron ambos jefes en La Cieneguita para concertar la paz. En Guaymas se celebró el cese de hostilidades con participación de las autoridades civiles, Tetabiate y 400 hombres, y Peinado, quien llevó una avanzada de 400 dragones. En el acta se declaraba que Juan Maldonado Tetabiate reconocía la soberanía del supremo gobierno de la Nación y del Estado, que el general Torres aceptaba la sumisión de Tetabiate y sus compañeros de armas. El gobierno les ofrecía terrenos en el Territorio del Yaqui, y los ejidos desocupados de los originarios del Yaqui. El general ofrecía de igual forma recursos y provisiones para dos meses. La comisión repartía y titulaba de igual forma las tierras; 4.5 hectáreas por adulto, entregando 6 mil predios. Más tarde los indígenas recibieron terrenos de pastoreo y la concesión para explotar las salinas. Se encargaba a las hermanas josefinas en Bacum de la educación de los niños. En 1899, los ocho pueblos del Yaqui enviaron una nota al general Lorenzo Torres, gobernador de Sonora:

"Lo que queremos es que salgan los blancos y las tropas. Si salen por las buenas, entonces hay paz, si no, entonces declaramos la guerra."

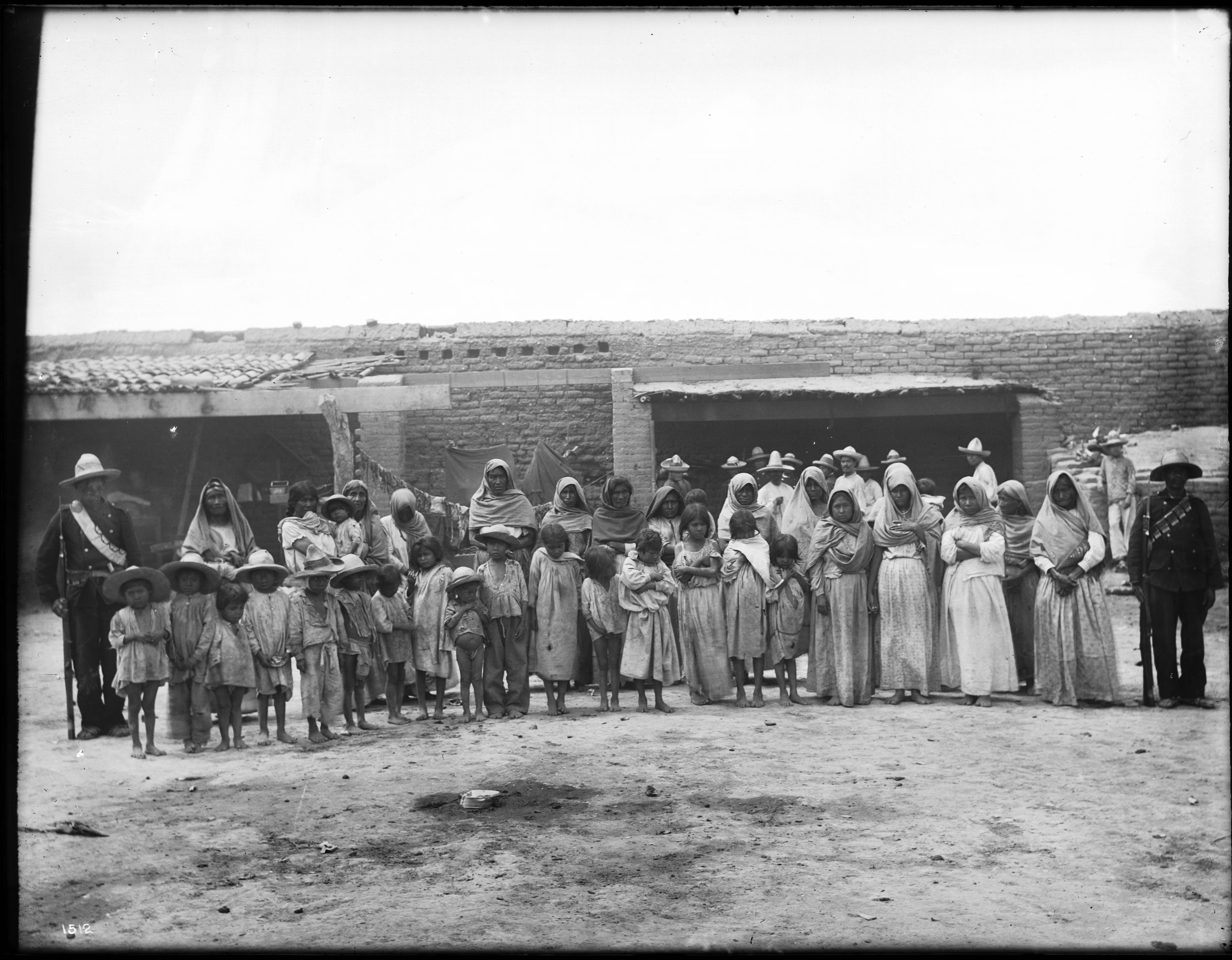
Un grupo de más de 30 mujeres y niños prisioneros Indígenas yaquis bajo custodia, Guaymas, México, ca.1910.

Los combates fueron numerosos. Advertido el general Lorenzo Torres que el grueso de los efectivos de Tetabiate se habían reunido en Mazocoba, asaltó con tres columnas la zona en la que se efectuó la Batalla de Mazocoba. Los indígenas construyeron trincheras. Muchos yaquis se arrojaron a los barrancos con tal de no ser capturados, otros salieron por una cañada y otros en cambio fueron abatidos por los batallones mexicanos. Según los informes del ejército hubo  400 muertos yaquis, además de mil prisioneros, incluyendo mujeres y niños. En 1901, el gobierno porfirista tenía 8 destacamentos militares en el norte de la región del Yaqui, 12 en el centro, 6 en el sur y 6 en el sureste. Otras 9 secciones volantes recorrieron la sierra, el valle y los ríos, en total 4,800 federales. 
Las fuerzas de Loreto Villa encontraron a 8 indígenas, mismos que se colocaron detrás de una peña y corrieron a parapetarse para hacer resistencia. Tetabiate, herido y con la pierna izquierda destrozada, disparó dos veces antes de que un sargento le diera un tiro en el pecho, así fue su muerte. Su cadáver fue llevado al campamento del Bacatete y allí, frente a la tropa formada, recibió sepultura. Se había terminado la campaña. 
En 1902, se volvió a generalizar un alzamiento bajo el mando de Luis Bule, en el que centenares de indígenas yaquis fueron acorralados y deportados al estado de Yucatán, con el propósito de desarraigarlos definitivamente. El gobierno tomó la decisión de expulsar totalmente a la nación Yaqui de Sonora, y ante esa situación, Bule se sometió incondicionalmente con los suyos. Le fue conferido el grado de capitán general del Yaqui, cargo que desempeñó hasta su muerte.

## Revolución Mexicana
En 1910, al estallar la Revolución mexicana, los yaquis formaron batallones auxiliares del Ejército Mexicano, batiéndose contra los revolucionarios. Bajo el gobernador José María Maytorena, se formó una columna para hacerle frente a los rebeldes de Pascual Orozco, con 150 soldados auxiliares yaquis. Luego, al mando de Salvador Alvarado se incorporaron a las fuerzas de Álvaro Obregón y lucharon en Nogales, Cananea, Naco, Santa Rosa, Santa María y el asedio a Guaymas. Venustiano Carranza le confirió a Obregón el cargo de jefe del noroeste, y un grupo yaqui formó parte de su ejército. Aun así, las facciones del ejército constitucionalista le hicieron guerra a los yaquis, que se mantenían alzados en su territorio, aunque ocasionalmente se unieron para hacerle combate a los federales sitiados en Guaymas, haciéndose de pertrechos para continuar su lucha.
En 1914, los yaquis desempeñaron un importante papel en las batallas de Orendáin y El Castillo, abriendo a los constitucionalistas las puertas de Guadalajara, y en el asalto y toma de Mazatlán. Cuando Francisco Villa rompió con Carranza, y las fuerzas de Obregón —con los yaquis entre ellas— lograron derrotar a los villistas. Cuando Maytorena se pronunció por el villismo, distanció a los jefes yaquis Francisco Urbalejo y Miguel M. Acosta Guajardo del general Salvador Alvarado, al que puso preso, emprendiendo la ofensiva contra Naco y Agua Prieta, último reducto de los carrancistas bajo el mando de Plutarco Elías Calles. Los villistas —ya con destacamentos yaquis— fueron derrotados en varias ocasiones. Frustrada la toma de Hermosillo en la batalla de la hacienda El Alamito, los batallones yaquis, a las órdenes de los coroneles Chávez y Buitimea, abandonaron el campo para los cerros en busca de subsistencia. Los demás cuerpos se desbandaron y Villa, con unos cuantos hombres, se internó en la sierra rumbo a Chihuahua. Cuando los yaquis se presentaron a rendir sus armas a los carrancistas, el general Manuel M. Diéguez ordenó su fusilamiento, pero Obregón mandó detener la ejecución y formó con ellos una brigada en Pótam.
En 1915, los yaquis atacaron una guarnición al sur de Guaymas. Al siguiente día Obregón ordenó una nueva campaña del Yaqui, empleando en ello por más de un año sus efectivos de combate. En el combate de yaquis contra yoris, la guerra no ofrecía perspectivas de victoria para ninguna de las dos partes. En 1917, el gobernador de Sonora, Adolfo de la Huerta, aceptó el desalojo del Valle por los soldados y habitantes no yaquis, ya que era la única manera de pacificar al pueblo y de concentrar a los yaquis en sus pueblos. Sin embargo, a fines de año, los destacamentos militares regresaron al Valle, invadiendo los sembradíos de Matus y haciendo fuego de ametralladora contra los asistentes de una pascola, matando a 60, entre hombres, mujeres y niños. Cometieron muchos otros actos de provocación y remitieron a México a varios indígenas en calidad de recogidos en combate. En diciembre, los yaquis asaltaron la Estación Esperanza para rescatar a los prisioneros, pero sin conseguirlo. Desataron la guerra en todo el territorio, volviendo a practicar la deportación masiva. En 1919, Adolfo de la Huerta concretó la paz y la devolución de familias a su pueblo. De 1926 a 1929, ocurrió otra revuelta que fue aplacada principalmente por el uso de aviones de la Fuerza Aérea Mexicana.
En 1937, Ignacio Lucero, gobernador del pueblo yaqui, mandó un comunicado al general y presidente Lázaro Cárdenas del Río, detallando los terrenos de los que habían sido despojados, pidiendo su restitución. Contestando Cárdenas lo siguiente:

El gobierno que presido desea que impere la justicia y que la población indígena en todo el territorio nacional entre en posesión definitiva de las tierras a que tiene derecho, y se le den las garantías necesarias, que disfrute de paz y que pueda con su propio esfuerzo y con la ayuda del gobierno, mejorar sus condiciones culturales y económicas para bien de toda la familia mexicana. El gobierno reconoce que la actitud bélica que ustedes han mantenido desde la Conquista siempre fue justa defensa de sus tierras, parte de cuyas tierras han venido a pasar a poder de distintas personas. Encontramos que hay una numerosa población que posee pequeñas fracciones de tierra y otros que no poseen nada. El gobierno considera que al pueblo Yaqui debe ponérsele en posesión definitiva de todas las propiedades y aguas que les sean suficientes para la población dentro y fuera del estado de Sonora. La Presa de la Angostura dará el agua necesaria para irrigar las tierras y permitir que se construyan vías de comunicación, saneamiento, y escuelas. El gobierno ve con agrado y profunda simpatía que la nación Yaqui aumente el cultivo de las tierras y esto viene a justificar el concepto del gobierno sobre la moral y la capacidad indígena. Es preciso terminar con los odios y rencores que por culpa de otras generaciones y también por egoísmos de la generación de hoy, han prevalecido hasta hoy.

El mandatario dictó mandamientos dotatorios de 13 pueblos de la zona, concediendo a los Yaquis extensiones de terrenos a lo largo de los ríos Yaqui y Mayo, proporcionando educación, asistencia y salubridad a la comunidad indígena. Cárdenas concedió en usufructo los bosques y las salinas, así como que los destacamentos militares que aún cubrían algunos puntos se concentraran a sus matrices.
El ejército de Estados Unidos libró la última batalla de las guerras contra los indios americanos. En enero de 1918, un pequeño grupo de unos treinta indígenas fueron interceptados por soldados del Décimo de Caballería de Buffalo, justo al otro lado de la frontera internacional, cerca de Arivaca, Arizona. En la escaramuza de treinta minutos que siguió, el comandante yaqui fue asesinado y un puñado de otros indios fueron hechos prisioneros. El último suceso importante de las guerras yaquis ocurrió casi diez años después en 1927 en la batalla de Cerro del Gallo. Después de algunos enfrentamientos menores la guerra continuó hasta 1929, pero la violencia fue sofocada principalmente por los bombardeos de la Fuerza Aérea Mexicana. El Ejército Mexicano también estableció puestos de control en todos los asentamientos del Yaqui y esta acción finalmente detuvo el conflicto.

## Época actual
En la actualidad, a pesar de que aparentemente el conflicto podía darse por terminado desde los acuerdos del presidente Lázaro Cárdenas, se reactivaron los problemas en 1997 con Ernesto Zedillo en el poder por un asunto de linderos del territorio y en la 2004 Vicente Fox catalogó como "Foco rojo" el conflicto yaqui. También, los yaquis han protestado contra los acueductos que se llevan el agua del río Yaqui a Hermosillo y contra el paso del Gasoducto Sonora por sus tierras. Octaviano Jécari presentó en el año 2005 una denuncia ante la Organización de las Naciones Unidas contra el presidente Vicente Fox.

“Las Autoridades Tradicionales de la Tribu Yaqui en uso de las facultades que nuestras leyes internas nos conceden, le comunicamos lo siguiente:

“Que en reunión celebrada con fecha 11 de junio del año en curso en esta guardia tradicional, se analizó la problemática de seguimiento que guarda nuestra demanda por el territorio.
“Territorio que se nos ha tratado de despojar con la acción agraria de 1997. La estrategia de dividir el gobierno tradicional yaqui con dualidades al margen de nuestros estatutos o también reconocidos constitucionalmente por usos y costumbres, permitió que actualmente el Gobierno Federal declare fundamentos legales de ‘inamovilidad jurídica’ dentro de un proceso ilegal.
“El oficio que nos envía el subsecretario Gilberto Hershberger Reyes, de la Secretaría de la Reforma Agraria, denota su participación y una profunda preocupación en el blindaje jurídico que se le dio a dicho proceso ilegal para convertirlo en legal y arbitrariamente consumado en contra de nuestro pueblo, que es rebatible política e históricamente párrafo por párrafo y que rechazamos categóricamente.
“Agregamos que dicha forma atentó y continúa siendo de carácter injerencista en nuestra armonía interna de gobierno y una violación al marco de derechos basados en nuestros usos y costumbres, al nombrar conjuntamente Estado y Federación a los representantes del gobierno tradicional de dos de nuestros pueblos.
“Al respecto declaramos firmemente nuestra posición de ‘inamovilidad político-histórica’ con respecto a nuestro gobierno tradicional y territorio, por lo anterior le expresamos:
“Que este Gobierno Yaqui de acuerdo con los distintos sectores de nuestro pueblo hemos acordado solicitarle su intervención para que en un término de 72 horas, se suspendan todos los trabajos y se retire la maquinaria de las granjas acuícolas posesionadas en nuestro territorio: Ejido Liliba, Álamo Hueco y Cármen Vázquez entre otros.

“Cumplido el plazo resolveremos conforme a los estatutos y leyes que nos rigen.
Gobernadores Severo Flore Buitimea, de Vícam; Catalino Espinoza González, de Pótam; Anselmo Castillo Subau, de Ráhum y Gilberto García Álvarez, de Huírivis.